# Lagoa do Sítio
Lagoa do Sítio is een gemeente in de Braziliaanse deelstaat Piauí. De gemeente telt 5.292 inwoners (schatting 2009).